# Formuła V8 3.5
Formuła V8 3.5 (dawniej Formuła Renault 3.5) – seria wyścigowa kierowana przez RPM Racing. Do 2015 roku – główna seria spośród serii wyścigów samochodowych organizowanych w ramach World Series by Renault.

## Historia

### 2005
W 2005 roku Renault porzuciło Super Racing Weekend i zapoczątkowało World Series by Renault, a tym samym jej główną serię wyścigową – Formułę Renault 3.5. Organizatorami nowego cyklu wyścigów zostały firmy Renault Sport i RPM. Doszło tym samym do połączenia World Series by Nissan i Formuły Renault V6.
Sezon 2005 był inauguracyjnym dla serii. W pierwszym sezonie tytuł mistrzowski zdobył polski kierowca wyścigowy – Robert Kubica z zespołu Epsilon Euskadi, co dało mu przepustkę w kierunku testów w Formule 1 w mistrzowskiej ekipie Mild Seven Renault F1 Team, a następnie w kierunku startów w roli etatowego kierowcy wyścigowego. Drugie miejsce w klasyfikacji generalnej zajął Hiszpan Adrián Vallés, a trzecie Markus Winkelhock. Niemiec dostał później szansę startów w Formule 1 z zespołem Etihad Aldar Spyker F1 Team.

### 2006
W sezonie 2006 Mistrzem Formuły Renault 3.5 po zaciętym sezonie został Szwed Alx Danielsson, który walczył z Hiszpanem Borją García i Pastorem Maldonado z Wenezueli. Jednak jedynie trzeci z nich rozpoczął w późniejszych latach karierę w Formule 1 w zespole Williams. Zwycięskim zespołem został Interwetten.com, którego najwyżej sklasyfikowanym kierowcą był czwarty w klasyfikacji Andy Soucek.

### 2007
W 2007 roku triumf w Formule Renault 3.5 zanotował portugalski kierowca Álvaro Parente. Wyprzedził on Bena Hanleya z Wielkiej Brytanii oraz serbskiego kierowcę wyścigowego Miloša Pavlovića. Na uwagę zasługuje jednak także Sebastian Vettel – późniejszy czterokrotny mistrz świata Formuły 1, który mimo występów w zaledwie 7 wyścigach ukończył sezon na 5 pozycji w klasyfikacji kierowców. Wśród zespołów najlepszym okazał się francuski Tech 1 Racing – zespół mistrza serii. Wyprzedził on International DracoRacing i Carlin Motorsport.

### 2008
Sezon 2008 należał do Holendra Giedo van der Garde, który wygrał 5 z 18 wyścigów. Również on podpisał później kontrakt w Formule 1, lecz dopiero w sezonie 2013 (z zespołem Caterham F1 Team). Drugie miejsce w klasyfikacji zdobył francuski kierowca – Julien Jousse, a trzecie Brazylijczyk Fabio Carbone. Tytuł mistrzowski wśród zespołów obronił Tech 1 Racing. Wyprzedził on o 16 punktów francuski Ultimate Signature, a o 33 zespół P1 Motorsport.

### 2009
Belg Bertrand Baguette został mistrzem serii w sezonie 2009. Zabłysnął on szczególnie w drugiej części sezonu, kiedy to spośród 8 wyścigów wygrał pięć. Wicemistrz serii – Malezyjczyk Fairuz Fauzy stracił do niego aż 57 punktów. Trzecią lokatę wywalczył przyszły kierowca zespołów Caterham F1 Team i Marussia F1 Team w Formule 1 – Charles Pic. 4 lokatę zajął późniejszy kierowca testowy McLarena – Oliver Turvey. Zwycięskim zespołem okazał się portugalski International Draco Racing. Pokonał on brytyjski Carlin Motorsport o 24 punkty.

### 2010
Sezon 2010 należał do Rosjanina Michaiła Aloszyna z zespołu Carlin oraz do australijskiego kierowcy Daniela Ricciardo z Tech 1 Racing. Ostatecznie wygrał ten pierwszy, lecz z przewagą zaledwie dwóch punktów. Jednak to Australijczyka miała czekać kariera w Formule 1. Od 2012 roku został on bowiem etatowym kierowcą ekipy Scuderia Toro Rosso. Argentyńczyk Esteban Guerrieri mimo aż 6 zwycięstw w wyścigach stanął na najniższym stopniu podium. Zespół wicemistrza serii – Tech 1 Racing zdobył już swój trzeci tytuł w Formule Renault 3.5. Czeska ekipa – I.S.R. Racing przegrał z francuską stajnią o 72 punkty. Obrońca wicemistrzowskiego tytułu – Carlin zajął tym razem trzecią pozycję w klasyfikacji zespołów.

### 2011
Sezon 2011 toczył się pod dyktando walki Roberta Wickensa z zespołu Carlin i jego kolegą zespołowym – Jeanem-Érikiem Vergne. Ostatecznie z dorobkiem pięciu zwycięstw zwycięży Kanadyjczyk, lecz wywalczył on sobie to zwycięstwo dopiero dzięki wygranej w pierwszym wyścigu ostatniej rundy – na torze Circuit de Catalunya. Jednak gdy Kanadyjczyk swoją karierę związał z DTM, Vergne w następnym sezonie awansował do Formuły 1, do zespołu Scuderia Toro Rosso. Na najniższym stopniu podium klasyfikacji kierowców stanął Amerykanin Alexander Rossi – przyszły kierowca testowy zespołu Caterham F1 Team. Dzięki posiadaniu w swoim składzie mistrza i wicemistrza serii zespół Carlin rozgromił rywali w klasyfikacji zespołów. Drugi Fortec Motorsport zdobył 203 punkty, a do Carlina stracił 270 punktów.

### 2012
Sezon 2012 to zacięta walka o tytuł pomiędzy debiutantami – Robinem Frijnsem, a testerem zespołu Sauber F1 Team – Francuzem Jules Bianchi z zespołu Tech 1 Racing. W następnym sezonie został on już etatowym kierowcą ekipy Marussia F1 Team. Losy mistrzostwa rozegrały się w ostatnim wyścigu sezonu, gdzie w kontrowersyjny sposób Frijns wyeliminował Bianchiego. Trzeci w serii – Sam Bird stracił do mistrza zaledwie 10 punktów, co świadczyło o zaciętości rywalizacji. Wśród zespołów najlepszym okazał się zespół wicemistrza serii – Tech 1 Racing. Walka wśród zespołów była jednak dość zacięta, bowiem drugi Arden Caterham stracił do mistrza 5, a trzeci Fortec Motorsport 10 punktów.

### 2013
Sezon 2013 toczył się pod dyktando walki dwóch kierowców z juniorskiej ekipy McLarena – Kevina Magnussena oraz Stoffela Vandoorne. W pierwszej części sezonu lepszy był Belg, jednak to Duńczyk został mistrzem serii. Trzecim zawodnikiem klasyfikacji generalnej był kierowca testowy Red Bull Racing – Portugalczyk António Félix da Costa, który jednak do mistrza stracił 102 punkty. Najlepszym zespołem okazała się francuska ekipa DAMS, która zdobyła swój pierwszy tytuł w tej serii. Drugie i trzecie miejsce zajęły odpowiednio Fortec Motorsport i International DracoRacing.

### 2014
Pierwsza połowa sezonu została zdominowana przez juniora Red Bulla, a zarazem kierowcę ekipy DAMS – Carlosa Sainza Jr.. Jednak w drugiej części sezonu do walki dołączył jego rodak Hiszpan Roberto Merhi. O losach tytułu mistrzowskiego zdecydowała runda na torze Circuit Paul Ricard, gdzie Sainz Jr. wygrał dwa wyścigi. Choć Merhi zachował jeszcze matematyczne szanse na tytuł, to były one minimalne i zostały rozwiane przez wypadek w pierwszym wyścigu ostatniej rundy. Ostatecznie Hiszpana zdołał wyprzedzić także debiutant Pierre Gasly, który choć nie zwyciężał, to sześciokrotnie stawał na drugim stopniu podium oraz w 15 wyścigach zdobywał punkty. Inny debiutant, Oliver Rowland zbliżył się do Merhiego na dwa punkty, co dało mu czwarte miejsce w klasyfikacji generalnej.

### 2015
Walkę o tytuł mistrzowski stoczyli Brytyjczyk Oliver Rowland z ekipy Fortec Motorsports oraz Francuz Matthieu Vaxivière z Lotusa. Zdecydowanie skuteczniejszy okazał się zarówno Rowland oraz jego zespół, którzy nie tylko konsekwentnie zbierali punkty (notując łącznie osiem zwycięstw), ale także wykorzystując wiele problemów Francuza, często zmagającego się z problemami z bolidem. Podium dopełnił debiutant z Holandii oraz junior McLarena, Nyck de Vries, który przybył do serii jako mistrz Europejskiego Pucharu Formuły Renault 2.0 Eurocup. Pokonał doświadczonych rywali – Cypryjczyka Tio Ellinasa, Francuza Toma Dillmanna oraz Brytyjczyka Deana Stonemana – swojego zespołowego partnera oraz juniora Red Bulla.

### 2016
Po wycofaniu wsparcia dla serii przez Renault, nowym promotorem serii została firma RPM Racing, która wcześniej kierowała World Series by Nissan.

## Samochody

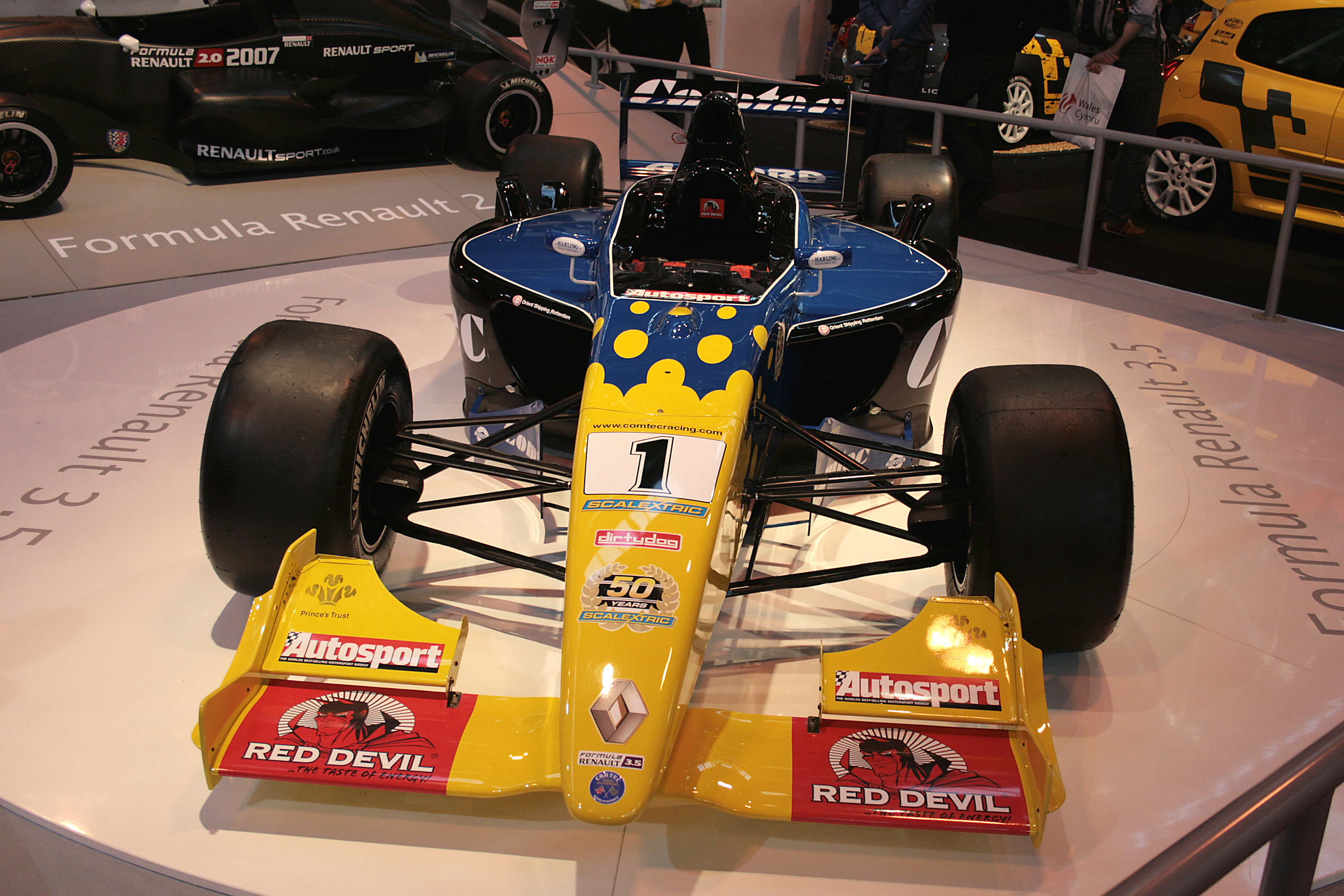
Bolid Comtec Racing w Formule Renault 3.5

Samochód firmy Dallara zbudowany jest z włókien węglowych i spełnia wszelkie normy bezpieczeństwa FIA stosowane w Formule 1.
Sercem samochodu jest aluminiowy 3.5-litrowy silnik Zytek w układzie V6. Jest to jednostka wolnossąca o mocy ok. 425 koni mechanicznych (ok. 383 KW) uzyskiwanej przy 8250 obr./min. Maksymalny moment obrotowy silnika wynosi 440 NM (przy 7000 obr./min). Podobny silnik instalowany jest w samochodach Nissan 350Z Coupé.
Samochody te zostały wyposażone w półautomatyczną, sekwencyjną, sześciobiegową skrzynię biegów, w której biegi przełączane są za pomocą łopatek zamontowanych przy kierownicy, bez potrzeby użycia pedału sprzęgła. Takie rozwiązanie (zaczerpnięte z Formuły 1) pozwala kierowcy na operowanie pedałem hamulca lewą nogą. Całość, bez paliwa, musi ważyć 600 kg. Cena podwozia (bez silnika) wynosi ok. 130 tys. EURO.
Od sezonu 2012 w bolidach Formuły Renault 3.5 stosowany jest silnik V8 o pojemności 3,4 litra stworzony przez firmę Zytek, który generuje 530 KM, dodano także stosowany w Formule 1 system DRS.
| Nadwozie                      | Dallara                                       |
| ----------------------------- | --------------------------------------------- |
| Materiał                      | Włókno węglowe                                |
| Silnik                        | Zytek V8                                      |
| Pojemność                     | 3396 cm³                                      |
| Moc                           | ok. 530 KM                                    |
| Zmiana biegów                 | Łopatkami przy kierownicy                     |
| Hamulce                       | Tarcze i klocki z włókien węglowych 278x28 mm |
| Opony                         | Michelin FR 3.5 26-64x13 et 32-66x13          |
| Waga                          | 616 kg                                        |
| Osiągi                        | 440 NM (przy 7250 obr./min)                   |
| Rozstaw Osi                   | 3125 mm                                       |
| Rozstaw kół przód/tył         | 1630/1529 mm                                  |
| Maksymalne obciążenie paliwem | 110 l                                         |

## Wyścigi
Weekend Formule Renault 3.5 rozpoczyna się w piątek od dwóch godzinnych sesji treningowych. Kwalifikacje trwające 30 minut odbywają się w sobotę i w niedzielę rano i decydują o kolejności na starcie odpowiednio do sobotniego wyścigu i niedzielnego wyścigu. W czasie kwalifikacji nie ma żadnych odnośnie do stosowania systemu DRS. Oba wyścigi trwają 44 minuty plus (w razie potrzeby)
1 okrążenie. W sobotnim, jak i w niedzielnym wyścigu ograniczone jest stosowanie systemu DRS do specjalnie wyznaczonych stref. Jednak w niedzielnym wyścigu istnieje również ograniczenie co do ilości Pit Stopów.

### System punktacji
Obecny system punktacji:
- 25-18-15-12-10-8-6-4-2-1 (dziesięć pierwszych pozycji)

Punktacja w 2010 r.:
- 15-12-10-8-6-5-4-3-2-1 (dziesięć pierwszych pozycji)

Punktacja w 2009 r.:
- Kwalifikacje do sobotniego wyścigu: 4-2-1 (trzy pierwsze pozycje)
- Sobotni wyścig: 15-12-10-8-6-5-4-3-2-1 (dziesięć pierwszych pozycji)
- Niedzielny wyścig: 12-10-8-7-6-5-4-3-2-1 (dziesięć pierwszych pozycji)
- W każdym wyścigu: 1 punkt dla kierowcy, który zyskał najwięcej pozycji względem pozycji startowej

Punktacja w latach 2007–2008:
- Kwalifikacje do sobotniego wyścigu: 4-2-1 (trzy pierwsze pozycje)
- Sobotni wyścig: 15-12-10-8-6-5-4-3-2-1 (dziesięć pierwszych pozycji)
- Niedzielny wyścig: 12-10-8-7-6-5-4-3-2-1 (dziesięć pierwszych pozycji)

Punktacja do 2006 r.:
- Pole position: 1 punkt
- Wyścig: 15-12-10-8-6-5-4-3-2-1 (dziesięć pierwszych pozycji)
- Najszybsze okrążenie: 1 punkt

## Mistrzowie
| Sezon | Kierowca                                      | Zespół                    |
| ----- | --------------------------------------------- | ------------------------- |
| 2005  | Robert Kubica (Epsilon Euskadi)               | Epsilon Euskadi           |
| 2006  | Alx Danielsson (Comtec Racing)                | Interwetten.com           |
| 2007  | Álvaro Parente (Tech 1 Racing)                | Tech 1 Racing             |
| 2008  | Giedo van der Garde (P1 Motorsport)           | Tech 1 Racing             |
| 2009  | Bertrand Baguette (International DracoRacing) | International DracoRacing |
| 2010  | Michaił Aloszyn (Carlin)                      | Tech 1 Racing             |
| 2011  | Robert Wickens (Carlin)                       | Carlin                    |
| 2012  | Robin Frijns (Fortec Motorsport)              | Tech 1 Racing             |
| 2013  | Kevin Magnussen (DAMS)                        | DAMS                      |
| 2014  | Carlos Sainz Jr. (DAMS)                       | DAMS                      |
| 2015  | Oliver Rowland (Fortec Motorsports)           | Fortec Motorsports        |